# 황금성당 (대구)
황금성당은 대한민국의 대구광역시 수성구 청수로 109-5 (황금동) 위치한 천주교 대구대교구 제2대리구 3지역의 성당이다. 1983년 2월 4일에 설립하였다.

## 교통편
- 대구 도시철도 3호선 황금역

## 같이 보기
- 천주교 대구대교구